# Episodi di Inverso - The Peripheral
La prima e unica stagione della serie televisiva Inverso - The Peripheral (The Peripheral), composta da otto episodi, è stata pubblicata sulla piattaforma streaming on demand Prime Video dal 21 ottobre al 2 dicembre 2022, in tutti i Paesi in cui è disponibile.
| nº | Titolo originale                   | Titolo italiano               | Pubblicazione    |
| -- | ---------------------------------- | ----------------------------- | ---------------- |
| 1  | Pilot                              | Pilota                        | 21 ottobre 2022  |
| 2  | Empathy Bonus                      | Bonus Empatia                 | 21 ottobre 2022  |
| 3  | Haptic Drift                       | Flusso aptico                 | 28 ottobre 2022  |
| 4  | Jackpot                            | Jackpot                       | 4 novembre 2022  |
| 5  | What About Bob?                    | Tutte le manie di Bob         | 11 novembre 2022 |
| 6  | Fuck You and Eat Shit              | "Fanculo e ingoia merda"      | 18 novembre 2022 |
| 7  | The Doodad                         | L'arnese                      | 25 novembre 2022 |
| 8  | The Creation of a Thousand Forests | La creazione di mille foreste | 2 dicembre 2022  |

## Pilota
- Titolo originale: Pilot
- Diretto da: Vincenzo Natali
- Scritto da: Scott B. Smith

### Trama
Residente in una piccola cittadina senza molte prospettive, Flynne Fisher è una gamer brillante che svolge un lavoro senza stimoli per aiutare suo fratello veterano di guerra e la loro madre malata. Quando il fratello le chiede aiuto per giocare a un videogioco all'avanguardia, definito "simulazione", Flynne vede qualcosa che non avrebbe dovuto vedere e porta un pericolo reale fino alla porta di casa sua.
- Guest star: David Hoflin (Daniel), Miles Barrow (Macon), Gavin Dunn (Edward), Harrison Gilbertson (Atticus), Duke Davis Roberts (Cash), Stephen Murphy (Murph).

## Bonus Empatia
- Titolo originale: Empathy Bonus
- Diretto da: Vincenzo Natali
- Scritto da: Scott B. Smith

### Trama
Dei mercenari attaccano la casa di famiglia. In cerca di risposte, Flynne rimette il visore e scopre che non è un gioco ma viene connessa ad un corpo sintetico e si trova nella Londra del 2099, 70 anni più avanti. Flynne si accorda con Wilf e Lev per aiutarli a trovare Aelita.
- Guest star: David Hoflin (Daniel), India Mullen (Mary Pickett), Harrison Gilbertson (Atticus), Duke Davis Roberts (Cash), Stephen Murphy (Murph).

## Flusso aptico
- Titolo originale: Haptic Drift
- Diretto da: Alrick Riley
- Scritto da: Scott B. Smith

### Trama
- Guest star: David Hoflin (Daniel), Miles Barrow (Macon), Gavin Dunn (Edward), India Mullen (Mary Pickett), Harrison Gilbertson (Atticus), Duke Davis Roberts (Cash).

## Jackpot
- Titolo originale: Jackpot
- Diretto da: Alrick Riley
- Scritto da: Bronwyn Garrity (soggetto); Scott B. Smith (sceneggiatura)

### Trama
- Guest star: David Hoflin (Daniel), Miles Barrow (Macon), Gavin Dunn (Edward).

## Tutte le manie di Bob
- Titolo originale: What About Bob?
- Diretto da: Vincenzo Natali
- Scritto da: Jamie Chan

### Trama
- Guest star: Ned Dennehy (Bob), David Hoflin (Daniel), Amber Rose Revah (Grace Hogart).

## "Fanculo e ingoia merda"
- Titolo originale: Fuck You and Eat Shit
- Diretto da: Vincenzo Natali
- Scritto da: Greg Plageman e Scott B. Smith

### Trama
- Guest star: Ned Dennehy (Bob), Miles Barrow (Macon), Ben Dickey (Sceriffo Jackman), India Mullen (Mary Pickett), Anjli Mohindra (Beatrice).

## L'arnese
- Titolo originale: The Doodad
- Diretto da: Alrick Riley
- Scritto da: Jamie Chan e Scott B. Smith

### Trama
- Guest star: Ned Dennehy (Bob), David Hoflin (Daniel), Miles Barrow (Macon), Ben Dickey (Sceriffo Jackman), India Mullen (Mary Pickett), Anjli Mohindra (Beatrice).

## La creazione di mille foreste
- Titolo originale: The Creation of a Thousand Forests
- Diretto da: Alrick Riley
- Scritto da: Scott B. Smith (soggetto); Scott B. Smith e Greg Plageman (sceneggiatura)

### Trama
- Guest star: Miles Barrow (Macon), Gavin Dunn (Edward), Harrison Gilbertson (Atticus), Duke Davis Roberts (Cash), Ben Dickey (Sceriffo Jackman).